# Isofota
In astronomia, un'isofota è una linea che unisce tutti i punti di eguale luminosità superficiale. Le galassie hanno generalmente isofote di forma ellittica. Il diametro isofotale indica il semiasse maggiore di un isofota, e si misura in secondi d'arco. Alcune isofote sono di particolare importanza, come il raggio di metà luce, pari al raggio dell'isofota lungo cui la brillanza superficiale (misurata in unità lineari) è pari a metà del valore misurato al centro della galassia, oppure D25, pari al diametro dell'isofota ove la brillanza superficiale è di 25 mag/arcsec2. Dn, infine, è il diametro isofotale entro cui la brillanza superficiale media è di 20.75 mag/arcsec2.